# 이라경
이라경(1996년 9월 30일 ~ )는 대한민국의 방송인이다. 

## 학력
- 혜원여자고등학교
- 서일대학교